# Туристсько-рекреаційні зони
Тур́истсько-рекреацíйні зóни — вільні економічні зони, які створюються в регіонах, що мають багатий природний, рекреаційний та історико-культурний потенціал, з метою ефективного його використання і збереження, а також активізації підприємницької діяльності (в тому числі із залученням іноземних інвесторів) у сфері рекреаційно-туристичного бізнесу.